# Сара Джейн Браун
Сара Джейн Браун, англ. Sarah Jane Brown (до шлюбу Маколей, англ. Macaulay; 31 жовтня 1963, Біконсфілд, Бакінгемшир, Англія, Велика Британія) — англійська бізнесвумен і громадська діячка, психологиня за освітою. Дружина прем'єр-міністра Великої Британії з 27 червня 2007 року по 11 травня 2010 року .

## Особисте життя
З 3 серпня 2000 року одружена з політиком Гордоном Брауном (нар. 1951), з яким зустрічалася 4 роки до весілля. Народила трьох дітей — Дженніфер Джейн (28.12.2001-07.01.2002, померла від внутрішньомозкового крововиливу в 10-ти денному віці), Джона Маколея (нар. 17.03.2003) і Джеймса Фрейзера (нар. 17.07.2006).